# Иглика (Шуменская область)
Иглика (болг. Иглика) — село в Болгарии. Находится в Шуменской области, входит в общину Хитрино. Население составляет 213 человек.

## Политическая ситуация
В местном кметстве Иглика, в состав которого входит Иглика, должность кмета (старосты) исполняет Метхан Ведат Ахмед (Движение за права и свободы (ДПС)) по результатам выборов.
Кмет (мэр) общины Хитрино — Нуридин Басри Исмаил (Движение за права и свободы (ДПС)) по результатам выборов.